# Pompadour (Handtasche)

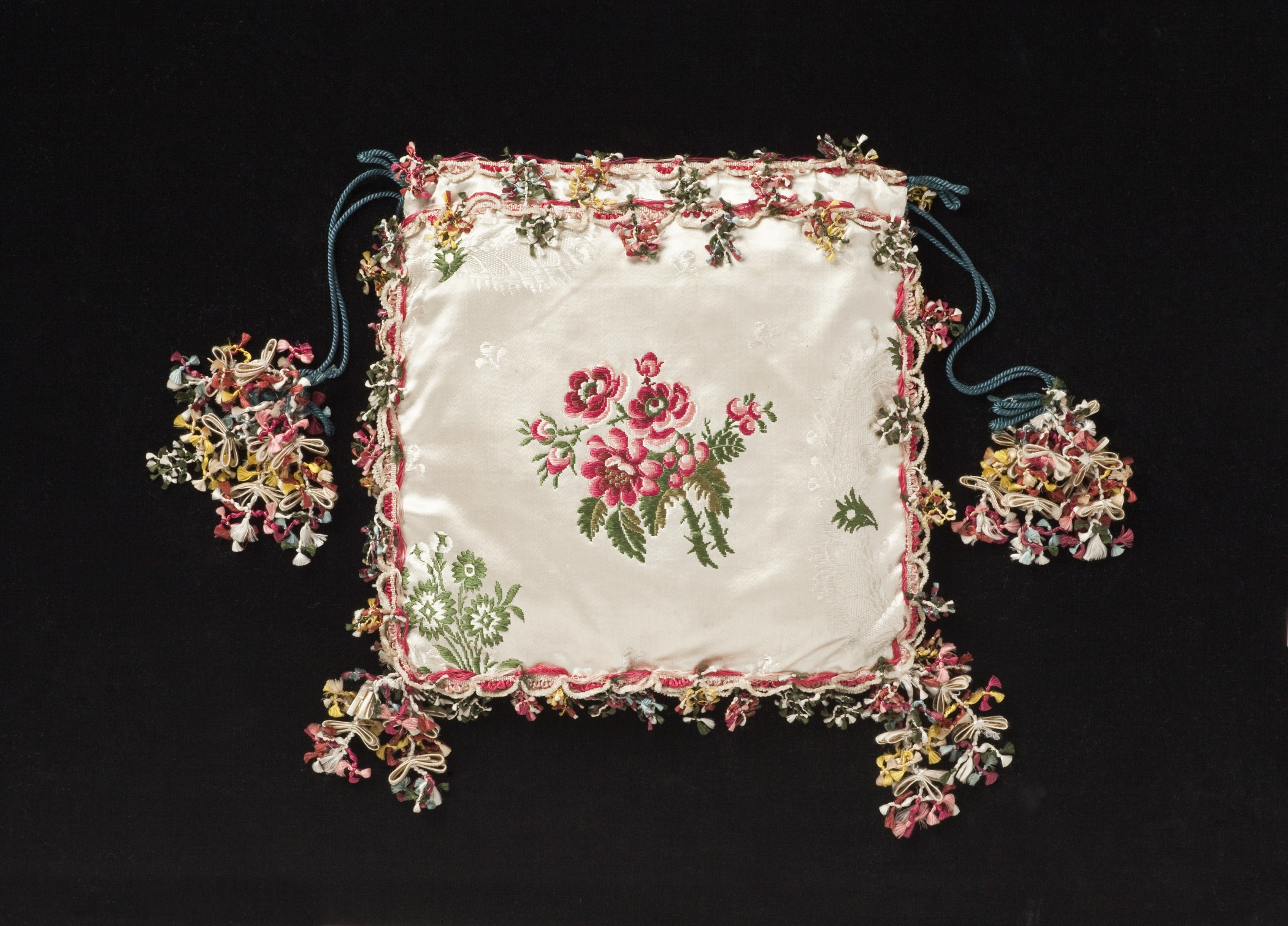
Pompadour, Frankreich, ca. 1799

Der Pompadour ist eine beutelartige Damenhandtasche mit Zugbändern, die gleichzeitig als Verschluss und Henkel dienen. Andere Namen sind Réticule, Ridicule, Ridikül oder Handgelenksbeutel. Der kleine Beutel diente seit dem ausgehenden 18. Jahrhundert Damen der höheren Gesellschaft zur Aufbewahrung von kleinen Alltagsgegenständen, die man immer bei sich haben wollte, z. B. Taschentuch, Riechsalz, Puder und Ähnlichem.

## Geschichte
Während des Rokokos hatten Frauen aller Stände kleine Accessoires in flachen Beuteln mit sich geführt, die unter den weiten Röcken an einem Band um die Taille gebunden wurden. Nach Einführung der Diréctoire-Mode um 1795 hätten sich diese Taschen unter den meist recht dünnen, mitunter gar leicht durchsichtigen Musselinstoffen abgezeichnet und die Silhouette verdorben.
Schon früher im 18. Jahrhundert hatte es Handarbeitsbeutel gegeben, in denen man Garn, Nähzeug, Knüpfschiffchen u. ä. verwahrte. Vermutlich wurden diese Beutel nunmehr in Handtaschen umgewidmet. Die Form blieb zunächst gleich, nur die Funktion änderte sich. Schon bald tauchten kunstvolle Variationen auf, z. B. in Form einer Ananas gestrickte oder kunstvoll bestickte Beutel.
Allen Pompadours gemeinsam ist die Beutelform und der Verschluss mittels eines Zugbandes am oberen Rand, das gleichzeitig als Aufhängung am Handgelenk dient. Er wird heute noch zur Abend- und Brautkleidung getragen, also immer da, wo ins Kleid eingearbeitete Taschen nicht erwünscht sind.

## Der Begriff
Obwohl der Pompadour nach Madame de Pompadour benannt zu sein scheint, ist es sehr unwahrscheinlich, dass Madame Pompadour selbst je einen solchen benutzt hat, es sei denn in seiner ursprünglichen Form als Handarbeitsbeutel. Zu Pompadours Lebzeiten trug man, wie oben gesagt, die Neccessaires in Taschen unter dem Rock. Tatsächlich wurden solche Beutel um 1800 herum meist als Réticule (lat.-frz.: Netz, eingedeutscht auch Retikül oder Ridikül) bezeichnet; der Name Pompadour taucht erst gegen Ende des 19. Jahrhunderts in der Literatur auf.